# Arthur Aimé Bruneau
Pour l’article homonyme, voir Bruneau.
Arthur-Aimé Bruneau, né le 4 mars 1864 à Saint-Athanase et mort le 1er décembre 1940, est un avocat et homme politique fédéral du Québec.

## Biographie
Né le 4 mars 1864 à Saint-Athanase-d'Iberville, aujourd'hui incorporée à Saint-Jean-sur-Richelieu, dans le Canada-Est, Arthur-Aimé Bruneau est le fils de Jean-Jacques Bruneau, manufacturier, et de Louise-Exilia Dallaire.
Arthur-Aimé Bruneau Bruneau a d'abord au Collège du Sacré-Cœur de Sorel, au Collège jésuite de Montréal et à l'Université Laval où il apprit le droit avec Rodolphe Laflamme. En 1887, il devint membre du Barreau du Québec et partit pratiquer à Sorel.
Élu député du Parti libéral du Canada dans la circonscription fédérale de Richelieu lors d'une élection partielle déclenchée après la démission de Hector Langevin en 1892, il fut réélu en 1896, 1900 et en 1904. Il démissionna en 1907 pour devenir juge à la Cour supérieure du Québec.
Arthur-Aimé Bruneau exerça ses fonctions de magistrat pour le district de Richelieu de 1907 à 1920 puis pour celui de Montréal de 1920 à 1928. Il participe à l'élaboration de la Loi relative à la conservation des monuments et des objets d'art ayant un intérêt historique ou artistique, sanctionnée en 1922.
Il est mort le 1er décembre 1940.